# محوطه میان سلم جیرکل
محوطه میان سلم جیرکل مربوط به سدهٔ ۴ و ۵ ه.ق است و در شهرستان رودسر، بخش رحیم آباد، روستای جیرکل واقع شده و این اثر در تاریخ ۲ بهمن ۱۳۸۲ با شمارهٔ ثبت ۱۰۷۶۰ به‌عنوان یکی از آثار ملی ایران به ثبت رسیده است.